# Родригес, Джамаль
Джамаль Адонис Родригес Томас (исп. Jhamal Adonis Rodriguez Thomas; родился 28 января 1995 года) — панамский футболист, полузащитник клуба «Сан-Франсиско».

## Клубная карьера
Родригес начал карьеру в клубе «Чоррильо». 21 июля 2013 года в матче против «Спортинг Сан-Мигелито» он дебютировал в чемпионате Панамы. 2 ноября в поединке против «Рио Абахо» Джамаль забил свой первый гол за «Чоррильо».
В начале 2016 года Родригес перешёл в грузинскую «Гурию». 23 февраля в матче против «Шукура» он дебютировал в чемпионате Грузии, заменив во втором тайме Зураба Гелашвили.

## Международная карьера
В 2015 году в составе молодёжной сборной Панамы Родригес стал серебряным призёром Молодёжного кубка КОНКАКАФ на Ямайке. На турнире он сыграл в матчах против команд Мексики, Арубы, США, Ямайки, Тринидада и Тобаго и Гватемалы. Летом того же года Джамаль принял участие в молодёжном чемпионате мира в Новой Зеландии. На турнире он сыграл в матчах против команд Аргентины, Австрии и Ганы. В поединке против аргентинцев Родригес забил гол.
В том же году Джамаль в составе олимпийской сборной принял участие Панамериканских играх в Канаде. На турнире он сыграл в матчах против Перу, Канады, Мексики и Бразилии.

## Достижения
Международные
 Панама (до 20)
- Молодёжный кубок КОНКАКАФ — 2015